# Angststoornis
Een angststoornis is een psychische aandoening die zich kenmerkt door de aanwezigheid van een pathologische angst. Psychiaters noemen angstklachten een stoornis als dit last veroorzaakt in het dagelijks leven. Bijvoorbeeld als je niet meer naar buiten durft of als je andere mensen vermijdt. Angst is een gevoel dat optreedt bij dreigend gevaar. De emotie ontstaat als het welzijn van een persoon direct wordt bedreigd, maar ook als een persoon een situatie als bedreigend ervaart. Angsten kunnen kortdurend zijn, maar ook langdurend, soms zelfs levenslang. Als een angst geen reële grond heeft en de betrokken persoon er sociale problemen door ondervindt, is er sprake van een stoornis. Sommige van deze aandoeningen worden fobie genoemd.

## Indeling
Angststoornissen zijn in de psychiatrie de meest voorkomende aandoeningen. Ongeveer 6% van de Nederlandse bevolking heeft een angststoornis, 2% is bij de huisarts bekend. Over het algemeen komen angststoornissen vaker voor bij vrouwen dan bij mannen. De groep angststoornissen is in het DSM-IV als volgt ingedeeld:
- Acute stressstoornis
- Agorafobie (zonder historie van de paniekstoornis)
- Angststoornis door een somatische aandoening
- Gegeneraliseerde angststoornis
- Obsessieve-compulsieve stoornis
- Paniekstoornis (met of zonder agorafobie)
- Posttraumatische stressstoornis
- Specifieke fobie
- Sociale fobie

- Angststoornis door alcohol of drugs
- Emetofobie
- Angststoornis niet anderszins omschreven (restgroep)

zie ook het artikel fobie

## Risicofactoren
Er zijn diverse risicofactoren die een verhoogde kans geven, al dan niet de oorzaak zijn, op het krijgen van een angststoornis:
- Nare ervaringen in het verleden zoals pesten of geweld. Maar ook het overlijden van een dierbare.
- Bijwerking medicatie of (overmatig) gebruik van alcohol of drugs.
- Eenzaamheid, vrijgezel of alleenstaand zijn.
- Hersenschade; vaak aangeboren of na een ongeval. Personen zijn vaak extra gevoelig en daardoor angstig.
- Diabetes; vooral patiënten die niet goed zijn ingesteld op medicatie of zich niet aan een dieet houden. Schommelingen in de bloedsuiker kunnen een angstgevoel geven dat chronisch kan worden, als men onbehandeld blijft of niet goed is ingesteld op medicatie.
- Veranderingen in dagelijks leven zoals: een verhuizing of een nieuwe baan.
- Bepaalde psychiatrische aandoeningen zoals een depressie, autisme en persoonlijkheidsstoornissen.
- Erfelijkheid
- Roken[3]

## Behandeling
Behandeling geschiedt voor twee stadia; de acute paniekaanval die veelal gepaard gaat met hyperventilatie, en de langdurige stress tussen paniekaanvallen die veroorzaakt wordt door de angst om een paniekaanval te krijgen (in het Engels 'anticipatory anxiety' genoemd). Ademhalingsoefeningen kunnen helpen tegen hyperventilatie, maar soms zijn andere middelen of technieken nodig.

### Medicatie
Alleen op korte termijn kunnen angst en spanning met benzodiazepinen worden verminderd.
Mensen met paniekaanvallen reageren vaak goed op een SSRI, of op benzodiazepinen als Xanax.
Bij de Obsessieve-compulsieve stoornis kunnen SSRI's aanvullend van waarde zijn.
Bij de *Gegeneraliseerde angststoornis en fobieën kan per geval de keuze voor een SSRI gemaakt worden.
SSRI's kunnen veel bijwerkingen hebben, waardoor de voordelen niet meer opwegen tegen de nadelen. Dit verschilt per persoon.

### Psychotherapie
Bij angststoornissen heeft de gedragstherapie te weten systematische desensitisatie zich bewezen. Meestal bestaat er daarbij ook aandacht voor de irrationele gedachten die de cliënt heeft over zijn angst en wordt cognitieve gedragstherapie toegepast.